# Base navale de Porkkala
La base navale de Porkkala, en finnois Porkkalan vuokra-alue, est une ancienne base navale de la marine soviétique qui a existé en Finlande, autour de la ville de Kirkkonummi et de la péninsule de Porkkala, incluant les petites îles et eaux maritimes environnantes pour une superficie terrestre de 380,5 km2.

## Histoire
Elle est établie en 1944 par l'armistice de Moscou à l'issue de la guerre de Continuation pour un bail de cinquante ans prenant effet le 19 septembre. La Finlande en récupère le contrôle en 1956 avant la fin du bail à la suite d'une redéfinition de la politique défensive militaire de l'URSS.

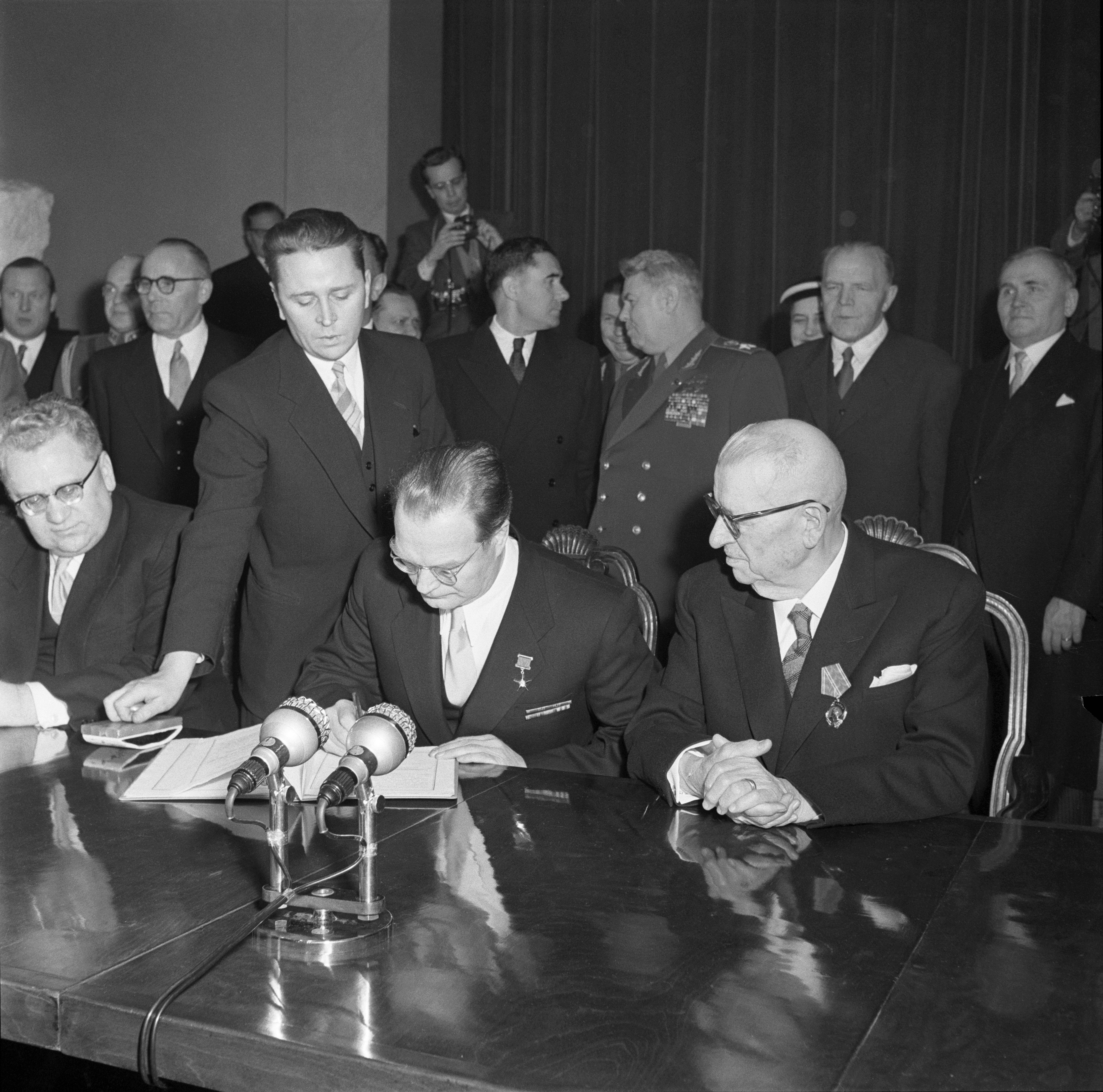
De gauche à droite, l'ambassadeur de l'URSS Viktor Lebedev, le vice-président du Conseil des ministres de l'URSS Mikhail Pervoukhine et le président de la république de Finlande Juho Kusti Paasikivi signant, à l'ambassade de l'URSS d'Helsinki le 26 janvier 1956, la restitution de la base navale.